# Geher-Länderkampf der Männer 1976 BR Deutschland – Schweden – Ungarn
| 3. Leichtathletik-Länderkampf mit bundesdeutscher Beteiligung 1976 | 3. Leichtathletik-Länderkampf mit bundesdeutscher Beteiligung 1976 |
| ------------------------------------------------------------------ | ------------------------------------------------------------------ |
|                                                                    |                                                                    |
| Geher-Vergleich der Männer: Ungarn – BR Deutschland – Schweden     |                                                                    |
| Austragungsort                                                     | Rhede                                                              |
| Wettbewerbe                                                        | 2                                                                  |
| Datum                                                              | 23. Mai                                                            |
| 1. HUN 2. FRG 3. SWE                                               | 39 Punkte 32 Punkte 21 Punkte                                      |
| Chronik                                                            |                                                                    |
| ← URS-FRG 5kampf (F)                                               | FRG-SWE (F) →                                                      |

Im dritten Vergleich des Länderkampfjahres 1976 waren die Geher an der Reihe. Am 23. Mai wurde in Rhede zum ersten Mal ein Dreiländerkampf zwischen der Bundesrepublik Deutschland, Schweden und Ungarn ausgetragen. Mit den Schweden hatte es zuvor bereits vierzehn Zweiländervergleiche der Geher gegeben, von denen Deutschland acht gewonnen hatte und Schweden sechs. Auf Ungarn trafen die deutschen Athleten dagegen zum ersten Mal. Die Frauen traten am selben Tag und selben Ort zu ihrem ersten eigenen Länderkampf im Gehen an.

## Modus
Wie gewohnt standen zwei Wettbewerbe auf dem Programm, das Straßengehen über 20 und wieder 50 Kilometer. Jede Nation konnte je Disziplin vier Geher stellen, von denen die drei Besten gewertet wurden. Auf der längeren Distanz trat Schweden mit nur drei Gehern an, die alle in die Wertung kamen. Die Punkte wurden folgendermaßen verteilt: 1. Platz: 10 P / 2. Pl.: 8 P / 3. Pl.: 7 P / 4. Pl.: 6 P / …

## Ergebnis
Über zwanzig Kilometer gab es einen bundesdeutschen Einzelsieg, über fünfzig Kilometer lag ein Ungar vorn. Für die Länderkampfwertung waren die ungarischen Geher mit ihren Rängen zwei bis vier auf der kürzeren Distanz sowie eins, drei und zehn auf der längeren Strecke am besten platziert. Damit gewann Ungarn diese Begegnung mit 39 Punkten. Die bundesdeutsche Mannschaft erreichte sieben Punkte dahinter Rang zwei. Schweden belegte weitere elf Punkte zurück ziemlich abgeschlagen Rang drei.

## Legende
Kurze Übersicht zur Bedeutung der Symbolik – so üblicherweise auch in sonstigen Veröffentlichungen verwendet:
| DNF | nicht im Ziel (did not finish) |
| DNS | nicht am Start (did not start) |

## Resultate

### 20-km-Straßengehen
| Platz | Athlet            | Land | Zeit (h)  |
| ----- | ----------------- | ---- | --------- |
| 01    | Bernd Kannenberg  | FRG  | 1:27:10,6 |
| 02    | Imre Stankovics   | HUN  | 1:28:59,6 |
| 03    | János Jabori      | HUN  | 1:30:50,2 |
| 04    | Sándor Florian    | HUN  | 1:30:50,2 |
| 05    | Gerhard Weidner   | FRG  | 1:31:03,2 |
| 06    | Bengt Simonsen    | SWE  | 1:31:33,0 |
| 07    | László Sátor      | HUN  | 1:31:52,0 |
| 08    | Heinrich Schubert | FRG  | 1:32:58,8 |
| 09    | Ove Hemmingsson   | SWE  | 1:33:34,2 |
| 10    | Stefan Sjunesson  | SWE  | 1:34:55,6 |
| 11    | Lennart Lundgren  | SWE  | 1:36:21,4 |
| DNF   | Leo Frey          | FRG  |           |

### 50-km-Straßengehen
| Platz | Athlet             | Land | Zeit (h)  |
| ----- | ------------------ | ---- | --------- |
| 01    | Ferenc Danovszky   | HUN  | 4:16:56,6 |
| 02    | Hans Binder        | FRG  | 4:18:44,8 |
| 03    | János Dalmati      | HUN  | 4:21:43,4 |
| 04    | Stig-Oloy Elovsson | SWE  | 4:22:36,4 |
| 05    | Leif Karlsson      | SWE  | 4:22:39,4 |
| 06    | Walter Drössler    | FRG  | 4:23:17,0 |
| 07    | Max Sjöholm        | SWE  | 4:26:24,0 |
| 0 8   | Alfons Schwarz     | FRG  | 4:26:58,0 |
| 09    | Hans Michalski     | FRG  | 4:30:23,0 |
| 10    | Károly Orbán       | HUN  | 4:31:05,8 |
| 11    | Josef Pokrovmenzki | HUN  | 4:34:37,4 |